# Fritz Brand
Fritz Brand (ur. 22 kwietnia 1889 w Berlinie, zm. 26 listopada 1967 w Weilheim) – niemiecki generał, uczestnik I i II wojny światowej.

## Życiorys
Jego kariera wojskowa zaczęła się 1 października 1907, gdy jako kadet wstąpił do Pruskiej Armii. 27 stycznia 1909 awansował na podporucznika. Na początku I wojny światowej awansował na porucznika (24 grudnia 1914). 18 sierpnia 1916 awansowany do stopnia kapitana. Został odznaczony Krzyżem Żelaznym II klasy. Po I wojnie światowej został przeniesiony do Królewca. 1 stycznia 1928 roku awansował do stopnia majora. Na wiosnę 1930, został przeniesiony do sztabu 2. Dywizji armii do Szczecina. Tam został awansowany w dniu 1 lutego 1932 do stopnia podpułkownika. 1 maja 1934 awansował na pułkownika. W dniu 1 sierpnia 1937 został awansowany do stopnia generała. W dniu 1 sierpnia 1939 został awansowany do stopnia generała porucznika. W mobilizacji został mianowany dowódcą 78. Dywizji Piechoty. W dniu 1 sierpnia 1940 został awansowany do stopnia generała artylerii. 31 marca 1945 zakończył służbę wojskową.

## Odznaczenia
- Krzyż Zasługi Wojennej II klasy z mieczami[3]
- Krzyż Zasługi Wojennej I klasy z mieczami[2]
- Srebrny Krzyż Niemiecki (23 września 1943)[3]
- Krzyż Rycerski Krzyża Zasługi Wojennej z mieczami (24 grudnia 1944)[3]
- Krzyż Żelazny I klasy[4]
- Krzyż Żelazny II klasy[4]
- Hamburski Krzyż Hanzeatycki[4]
- Krzyż Zasługi Wojennej II klasy (Brunszwik)[4]
- Krzyż Zasługi Wojskowej (Austro-Węgry) z dekoracją wojenną[4]
- Medal Wojenny (Imperium Osmańskie)[4]